# 袁建丰
袁建丰（873年—928年2月3日），晚唐及后唐武将，不知家世。

## 生平
唐朝末年，大将李克用讨伐农民变军黄巢，抓到了时年九岁的袁建丰，爱其俊爽，收养了他。长大后，跟随李克用左右，学习骑射，为铁林都虞候。李克用任河东节度使后，袁建丰随他攻打静难节度使王行瑜、卢龙节度使李匡威，因功迁左亲骑军使，转突骑（一作突阵）指挥使。李克用受封晋王，死后李存勖继位。袁建丰随李存勖破夹城，参与柏乡之战，迁右仆射、左厢马军指挥使。北讨燕帝刘守光，常身先士卒，转都教练使，权蕃汉副总管。李嗣源为衙内指挥使，袁建丰为副使。袁建丰随李存勖入魏州，因是心腹且能干，被选为魏府都巡检使，随军征讨梁将刘鄩，天祐十三年（916年）三月取卫、磁二州，四月取洺州，加检校司空，拜洺州刺史。袁建丰在临洺西攻击梁将王迁（一作王千）的数千军队，斩首千余级，获其将校七十余人。八月，迁相州刺史。随军在黄河上征战，参与胡柳陂之战。他治理相州时，行营在外，将州事委托给小人，驭下失律，指挥使孟守谦据相州叛，袁建丰回军讨平之。
先前乾宁元年（897年）袁建丰曾在随晋军劫掠成安时，在北坞抢得女子刘玉娘，刘玉娘后来成为李存勖的爱妾。李存勖继位后，刘玉娘封魏国夫人。天祐十四年（917年）十月，刘玉娘随李存勖在魏州时，其父闻其显贵，来魏州谒见，李存勖召来袁建丰。袁建丰说抢走刘玉娘时有黄须老人相护。李存勖让刘老汉出来相见，袁建丰说正是此人。李存勖告诉刘玉娘，但刘玉娘为了争宠，以家世寒微为耻，否认那是自己父亲，谎称父亲早已死去，命在宫门对刘老汉施以笞刑。
袁建丰徙隰州刺史，因风病成为废人。后唐年间，李嗣源登基，以旧恩召还京师洛阳，天成元年（926年）九月亲幸其第，抚慰甚厚。十月，加检校太尉，遥领镇南军节度使，食节度使俸禄。三年（928年）正月，袁建丰去世，明宗为其废朝一日，赠太尉。

## 家庭
子袁可钧，在后晋官至诸卫大将军。

## 延伸阅读
[在维基数据编辑]
 《舊五代史·卷61》，出自薛居正《舊五代史》
 《新五代史·卷25》，出自歐陽修《新五代史》